# Умбелюларія каліфорнійська
Умбелюларія каліфорнійська (Umbellularia californica) — дерево, рідне до берегових лісів західної Північної Америки. Його листя має аромат подібний до лаврового листя (хоча і сильніший), а сама рослина може бути помилково прийнятою за звичайний лавр.
| Гібіскус | Це незавершена стаття про квіткові рослини. Ви можете допомогти проєкту, виправивши або дописавши її. |